# Dysmicoccus brevipes
Dysmicoccus brevipes är en insektsart som först beskrevs av Cockerell 1893.  Dysmicoccus brevipes ingår i släktet Dysmicoccus och familjen ullsköldlöss. Inga underarter finns listade i Catalogue of Life.